# Flueggea tinctoria
Flueggea tinctoria é uma espécie de planta com flor pertencente à família Euphorbiaceae. 
A autoridade científica da espécie é (L.) G.L.Webster, tendo sido publicada em Allertonia 3: 302. 1984.
Os seus nomes comuns são tamujo ou tarnujo.

## Portugal
Trata-se de uma espécie presente no território português, nomeadamente em Portugal Continental.
Em termos de naturalidade é nativa da região atrás referida.

## Protecção
Não se encontra protegida por legislação portuguesa ou da Comunidade Europeia.